# Trochus tiaratus
Trochus tiaratus es una especie de molusco gasterópodo de la familia Trochidae.

## Distribución geográfica

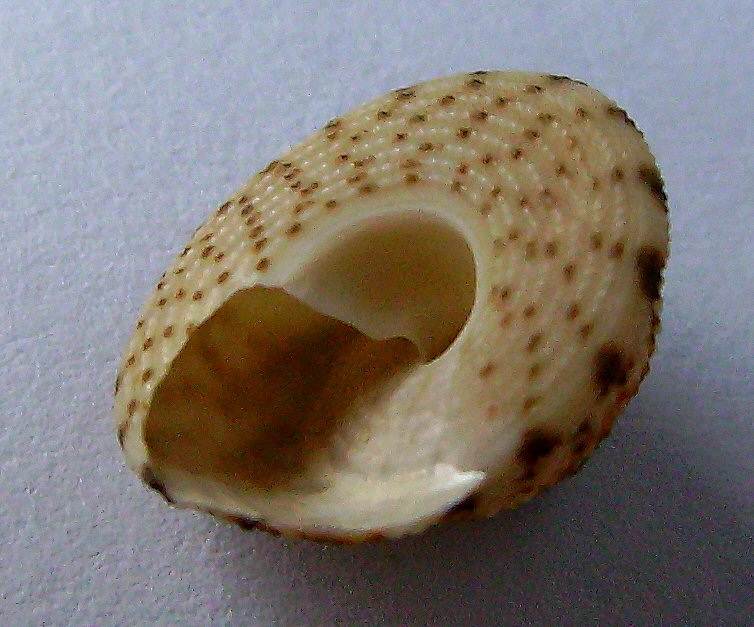
Trochus tiaratus underside view

Es  endémica de  Nueva Zelanda.